# Poimenesperus ligatus
Poimenesperus ligatus är en skalbaggsart som beskrevs av Jordan 1894. Poimenesperus ligatus ingår i släktet Poimenesperus och familjen långhorningar.
Artens utbredningsområde är:
- Gabon.
- Togo.

Inga underarter finns listade i Catalogue of Life.